# 布瑞亚·格兰特
布瑞亚·科琳·格兰特（英語：Brea Colleen Grant，1981年10月16日—），是一位美国女演员和女作家，知名于在全国广播公司旗下的电视连续剧英雄中扮演达芬妮·密尔布鲁克。布瑞亚出生于美国马歇尔，她毕业于得克萨斯州大学奥斯汀分校，拥有学士和硕士学位。
布瑞亚·格兰特曾在电视剧铁证悬案中客串过一集，这是她首次登上银幕。随后，她又在胜利之光（Friday Night Lights）中客串三集。而令他出名的则是英雄，她在英雄中出演了16集。除了电视剧以外，布瑞亚还在漫画领域上有所建树，她曾编辑过多本漫画书。